# Diecezja Mogi das Cruzes
Diecezja Mogi das Cruzes (łac. Dioecesis Crucismogiensis) – diecezja Kościoła rzymskokatolickiego w Brazylii. Należy do metropolii São Paulo wchodzi w skład regionu kościelnego Sul 1. Została erygowana przez papieża Jana XIII bullą Quo christiana w dniu 9 czerwca 1962.